# José Ernesto Sosa
José Ernesto Sosa (Carcarañá, Argentina, 19 de juny de 1985) és un futbolista argentí. Es va formar a les categories inferiors de l'Estudiantes de La Plata, actualment juga al Beşiktaş JK turc.
Després de debutar com a professional amb Estudiantes de La Plata, va passar al Bayern München i, el 2010, va fitxar per l'SSC Napoli. Un any més tard va abandonar Itàlia per fitxar pel Metalist Khàrkiv ucraïnès.
Ha estat internacional amb la selecció argentina i va guanyar la medalla d'or de futbol als Jocs Olímpics de Pequín 2008.

## Trajectòria

### Inicis
Va començar a jugar en les categories inferiors del Club Atlético Carcarañá. Després va passar a Estudiantes de La Plata, equip on va debutar professionalment i on va guanyar el Torneo Apertura 2006, torneig en què va marcar el primer dels dos gols de la final contra Boca Juniors.

### Bayern München
El 28 de febrer de 2007 es va concretar el seu fitxatge pel Bayern München, encara que va continuar a l'equip de La Plata fins a la finalització del Torneig Clausura 2007. El cost del fitxatge va ser de 8 milions de dòlars.
A finals del 2009 va ser cedit, novament, a Estudiantes, per a disputar la Copa Mundial de Clubs 2009. La FIFA, però, va rebutjar la sol·licitud i va prohibir-li participar-hi. La directiva també va realitzar gestions davant del TAS per reconsiderar la resolució, argumentant la necessitat de treballar del jugador, ja que en el moment de la contractació no tenia fitxa amb el Bayern. Després es va incorporar a Estudiantes per a jugar durant el primer semestre del 2010. Quan va acabar la temporada 2009-10 va tornar al club alemany, on arribaria a disputar la Supercopa alemanya abans de ser traspassat a l'SCC Napoli italià, equip amb qui signà un contracte de quatre anys.

### SSC Napoli
El seu rendiment amb l'equip italià no va ser l'esperat, així, al final de la temporada 2010-2011 va ser traspassat al Metalist Khàrkiv.

### Metalist Khàrkiv
Amb l'equip ucraïnès va jugar a un bon nivell. Va estar a l'equip fins a finals del 2013, quan va marxar cedit a l'Atlético de Madrid. La seua cessió es degué a la voluntat del futbolista de jugar el Mundial del 2014, ja que així podia disposar de minuts en una lliga competitiva. A més, a l'Atlético, coincidiria amb un vell conegut, Simeone, qui ja l'havia entrenat amb Estudiantes.

### Atlético de Madrid
Va debutar amb l'equip colchonero a la Copa del Rei contra el València CF. Amb l'equip madrileny va aconseguir el títol de Lliga al Camp Nou, malgrat tot a final de temporada va tornar al seu club d'origen.

### Beşiktaş JK
L'1 de setembre es va anunciar el seu fitxatge per l'equip turc, que va pagar 2 milions de € pel jugador argentí.

## Selecció nacional
Va jugar en les categories inferiors de la selecció argentina, amb qui va guanyar la medalla d'or a les Olimpíades del 2014. El seu debut amb l'absoluta va ser el 9 de març del 2005, va ser contra la selecció mexicana.